# Hisalis
Hockeyclub Hisalis is een hockeyclub uit Lisse. De club werd op 24 mei 1972 opgericht. De clubnaam is een samentrekking van de plaatsen Hillegom, Sassenheim en Lisse, die vlak bij elkaar liggen. Deze naam met de samentrekking is bedacht door de toentertijd 16 jaar oude Paul van Kerkum. Vanaf de oprichting werd er gespeeld op sportpark Ter Specke vlak naast de Keukenhof. In 1987 werd het eerste kunstgrasveld in gebruik genomen.
Vanaf het seizoen 2022-2023 is het eerste herenteam uitkomend in de 2e klasse. De dames 1 speelt 3e klasse.
In 2023 keurde de gemeenteraad van Lisse de vernieuwing van veld 2 en 3 goed. Veld 2 werd vernieuwd en omgebouwd tot een waterveld, terwijl veld 3 een zandveld bleef. 